# Receptor P2Y
Os receptores P2Y são uma família de receptores purinérgicos, receptores acoplados à proteína G estimulados por nucleotídeos como ATP, ADP, UTP, UDP e UDP-glicose. Até o momento, 12 receptores P2Y foram clonados em humanos: P2Y1, P2Y2, P2Y4, P2Y5, P2Y6, P2Y8, P2Y9 (presente em NCBI como GPR23), P2Y10, P2Y11, P2Y12, P2Y13 e P2Y14.